# Jack & Bobby
Jack & Bobby ist der Titel einer kurzlebigen Fernsehserie, die zwischen 2004 und 2005 gedreht wurde, und von den Machern der Fernsehserie Everwood produziert wurde. Sie ist eine Mischung aus Jugend- und Familienserie bzw. fiktiver Politserie.

## Handlung
Jack und Bobby sind Brüder, die bei ihrer ledigen Mutter Grace in der fiktiven Kleinstadt Hart in Missouri aufwachsen. Beide machen gerade die schwierige Zeit der Pubertät durch. Während der 16-jährige Jack an der Schule ein gefragter Sportler ist, der auch bei Mädchen gut ankommt, ist der um drei Jahre jüngere Bobby ein schüchterner Junge, der allerdings sehr klug ist. Auch müssen sich beide mit ihrer Mutter zusammenraufen, die, bedingt durch ihren Beruf als Professorin eines Colleges, strenge pädagogische Grundsätze an den Tag legt.
Für weitere Schwierigkeiten sorgt auch der neue Mann im Leben der Mutter von Jack und Bobby, Peter Benedict, der noch dazu der Direktor des Colleges und somit ihr Chef ist. Benedict, gerade nach Hart gekommen, glaubt, in der Erziehung der Jungs auch eine Rolle zu spielen, zumal er zwei Töchter hat.
Für Jack und Bobby beginnt eine turbulente Zeit, mit all den Höhen und Tiefen des Erwachsenwerdens.
Parallel zur Geschichte der Jungen kommen fiktive US-Politiker in Interviews zu Wort. Es stellt sich im Lauf der Episoden heraus, dass einer von ihnen im Jahr 2040 der 51. Präsident der Vereinigten Staaten wird, und dass somit seine Jugend im Jahr 2004 erzählt wird.

## Hintergrundinformationen
Die Serie, die in Kalifornien gedreht wurde, erwies sich trotz einer Golden-Globe-Award-Nominierung für Christine Lahti und zwei Young Artist Awards, darunter eine für die Beste Familienserie als Flop. Da die Einschaltquoten zu niedrig waren, erteilte Warner Bros. keinen Auftrag zu einer zweiten Staffel, so dass nach nur 22 Episoden das Aus kam.
Auch verfolgten die Produzenten mit der Machart zeitpolitische Interessen. Die Hauptcharaktere erhielten die Namen von zwei demokratischen US-Politikern, John F. Kennedy, dessen Spitzname Jack lautete, und Bobby Kennedy. Die Serie wurde während des Präsidentschaftswahlkampfes 2004 produziert.
Die Serie wurde vom 16. Juni bis 18. November 2007 auf dem österreichischen Privatsender ATV erstmals im deutschsprachigen Raum ausgestrahlt.

## Besetzung
| Schauspieler/in | Rollenname        | Synchronsprecher       |
| --------------- | ----------------- | ---------------------- |
| Matt Long       | Jack McCallister  | Robin Kahnmeyer        |
| Logan Lerman    | Bobby McCallister | Christian Zeiger       |
| Christine Lahti | Grace McCallister | Katharina Tomaschewsky |
| Keri Lynn Pratt | Missy Belknap     | Ilona Otto             |
| John Slattery   | Peter Benedict    | Stefan Staudinger      |
| Jessica Paré    | Courtney Benedict | Dascha Lehmann         |
| Bradley Cooper  | Tom Wexler Graham | Matthias Hinze         |